# П'єр-Франсуа Ласнер
П'єр-Франсуа Ласнер (також Ласенер; фр. Pierre François Lacenaire; 20 грудня 1803 — 9 січня 1836) — французький поет, злодій і вбивця.

## Біографія
Народився 20 грудня 1803 до Ліоні. Був четвертою дитиною і другим сином в сім'ї торговця Жана-Батіста Ласнера (фр. Jean-Baptiste Lacenaire) і Маргарити Гайар (фр. Marguerite Gaillard).
Спочатку навчався в коледжі в Ліоні, потім на початку жовтня 1813 року вступив у коледж міста Сен-Шамон. Захоплювався літературою, отримав ряд нагород коледжу. Наприкінці 1815 — напочатку 1816 років відрахований з коледжу за пропаганду протестантства.
За порадою батьків вступив на курси в місто Алікс (департамент Рона), де навчався у хороших вчителів, домігшись блискучих результатів. В результаті закриття курсів, в 1817 році, Ласенар знову оселився в Ліоні і продовжив навчання в коледжі Collège-lycée Ampère. Тут познайомився з Жюлем Жанен, Едгаром кіне і Арманом Труссо.
У березні 1818 року виключений з коледжу, після повстання студентів. Батько вирішив навчити сина торгівлі, але П'єр-Франсуа відновив навчання через два місяці вже в коледжі міста Шамбері. Навчання в новому коледжі закінчилася скандалом, пов'язаним із звинуваченням у педофілії, і Ласнер в 1820 році повернувся до рідного дому в Ліоні.
Після завершення своєї освіти, він пішов в армію, зрештою кинув і її, дезертирував під час військової експедиції в Морею в період боротьби греків за незалежність в 1829 році.

## Суд і страта
Під час суду він поводився стримано, часом навіть слабко посміхався. Від захисника П'єр-Франсуа відмовився, але йому від уряду призначили адвоката на прізвище Брошан. На останньому засіданні Ласнер виголосив промову, яка тривала цілу годину, причому не користувався ніякими записами і жодного разу не затнувся. Апеляцію він не подав, а передав видавцю свої мемуари. За два місяці до страти він приймав журналістів і давав інтерв'ю, його відвідували френологи, яких приваблювала велика його голова з широким чолом.

Був страчений на гільйотині 9 січня 1836 року в Парижі. Процес Ласнера справив велике враження на Ф. Достоєвського, який характеризував його в своєму журналі як людини 
для якої вбити було те ж, що «випити склянку вина»; виправдовуючи свої злочини, Ласнер писав вірші і мемуари, доводячи в них, ніби він «жертва суспільства», месник, борець із суспільною несправедливістю в ім'я революційної ідеї, нібито підказаної йому соціалістами-утопістами.[джерело?]

## Образ у культурі
Ласнер здобув популярність також завдяки написаним в ув'язненні віршам і мемуарів, де він намагався зобразити себе як «жертву суспільства» і свідомого месника, натхненного ідеями боротьби зі соціальною несправедливістю. Мемуари та вірші Ласнера «Спогади, викриття і вірші» («Mémoires, révélations et poésie de Lacenaire») були видані (можливо, у чиїй-то літературній обробці) посмертно в Парижі в 1836 році.
Ласнер є одним із прототипів персонажа Вальбера в незакінченому романі Стендаля «Ламьель». Характеризуючи образ Вальбера, Стендаль використовує слова Ласнера: "Я воюю з суспільством, яке воює зі мною. Я дуже добре вихований, щоб працювати власними руками і заробляти три франка за десять годин роботи ".
«Пісенька Ласнера» як («високо цінується автограф»), згадується в романі Бальзака «Провінційна муза». У вірші Теофіля Готьє «Ласнер» зі збірки «Емалі і камеї» — міститься опис муміфікованою кисті руки Ласнера. Гюго не раз згадує про нього у віршах, в романі «Знедолені», в листуванні, політичному памфлеті «Історія одного злочину» (Histoire d'un crime, 1877—1878).
Шарль Бодлер назвав Ласнера «герой сучасного життя».
Мемуари Ласнера зберігалися в бібліотеці А. С. Пушкіна. Нарисом «Процес Ласенер» (Час. 1861. № 2) редакція журналу «Час» відкрила серію публікацій, присвячену знаменитим західноєвропейським кримінальних процесах XIX століття. Вважається, що ініціатива в справі постійного друкування в журналі матеріалів цього розділу належала Ф. M. Достоєвського. Ім'я його згадується в романі «Ідіот», в чорнових записах до «Підліткові». Письменник писав про нього: "Низькі інстинкти і легкодухість перед злиднями зробили його злочинцем, а він наважується виставляти себе жертвою свого століття. І все це при безмежному марнославстві. Це тип марнославства, доведеного до краю ". Існує думка, що Ласнер послужив однією з відправних точок для створення образу Родіона Раскольникова в романі «Злочин і покарання».
Вірш Ласнера «Мрії шибеника» було включено Андре Бретоном в його книгу «Антологія чорного гумору».
Виведений під своїм ім'ям у французькій історичній кіноепопеї «Діти райка» (1945; в ролі Ласнера — Марсель Ерран), а також у фільмі режисера Франсіса Жіро «Ласнер» (1990; в головній ролі — Даніель Отей).